# Hertingfordbury
Hertingfordbury – wieś w Anglii, w hrabstwie Hertfordshire. Leży 2 km na zachód od miasta Hertford i 32 km na północ od centrum Londynu.